# Sainte-Croix (Zwitserland)
Sainte-Croix is een plaats en gemeente in het Zwitserse kanton Vaud en maakt deel uit van het district Grandson.
Sainte-Croix telt 4278 inwoners.
In de gemeente staan twee musea, het Musée Baud in L'Auberson dat zich met name richt op mechanische muziekinstrumenten en het Centre International de la Mécanique d'Art.

## Geboren
- Gustave Jaccard (1809-1881), advocaat, rechter en politicus
- Louis Jaccard (1848-1908), politicus
- Louis Perrier (1849-1913), politicus, lid van de Bondsraad
- Rodolphe Cuendet (1887-1954), ijshockeyer, olympisch deelnemer

## Overleden
- Louis Jaccard (1848-1908), politicus
- Louis Perrier (1849-1913), politicus, lid van de Bondsraad